# Maria Kobuszewska-Faryna

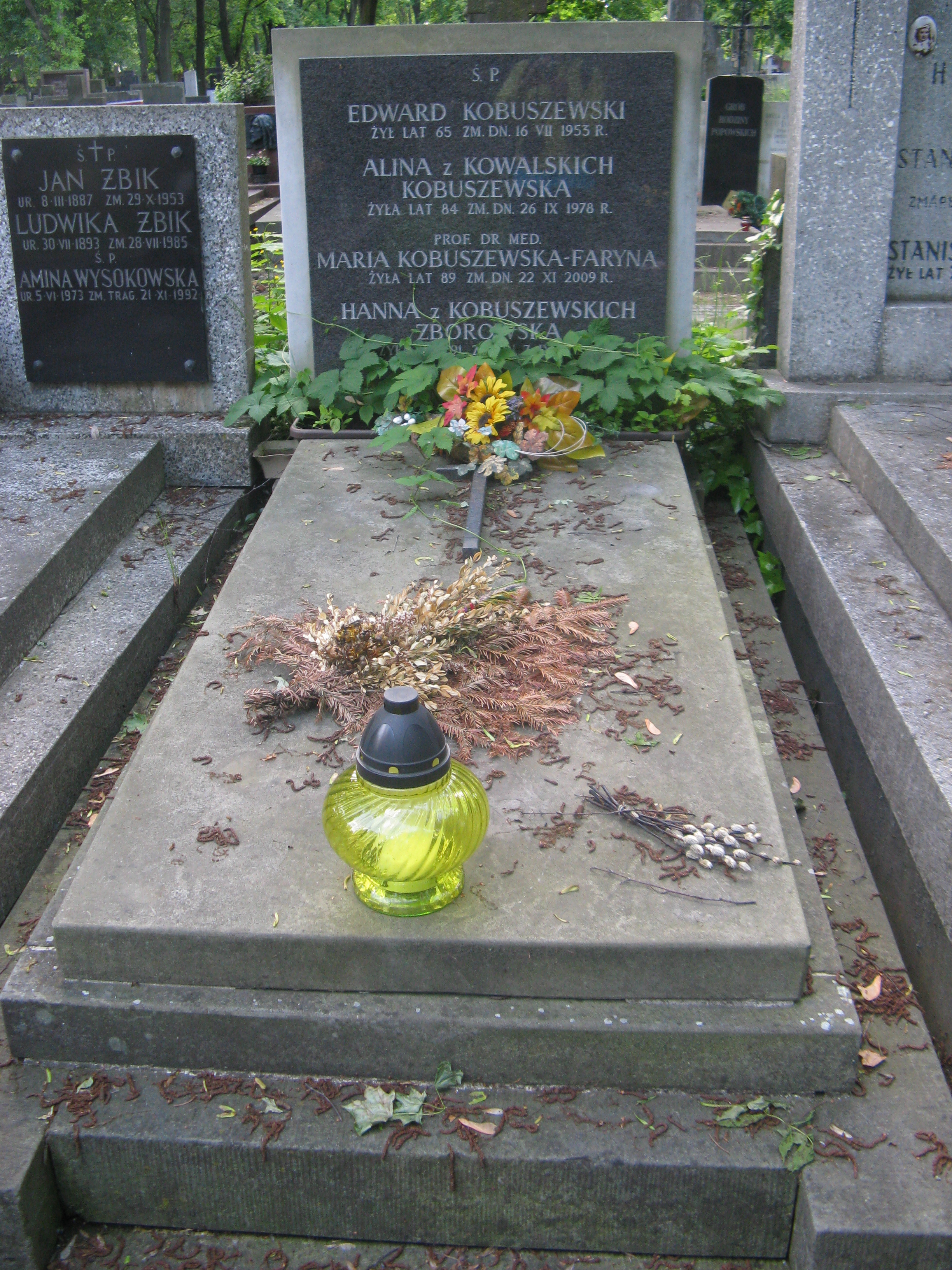
Grób Marii Kobuszewskiej-Faryny na cmentarzu Powązkowskim

Maria Kobuszewska-Faryna (ur. 5 stycznia 1920 w Warszawie, zm. 22 listopada 2009 tamże) – polska lekarka, patomorfolog, profesor medycyny.

## Życiorys
Urodziła się w związanej z Warszawą od XIX w. rodzinie Edwarda (zm. 1953), pracownika Pocztowej Kasy Oszczędności, i Aliny z Kowalskich (zm. 1978). Miała siostrę Hannę (1921–2012), matkę aktora Wiktora Zborowskiego, i brata Jana Kobuszewskiego, aktora. Uczęszczała do szkoły żeńskiej im. Leonii Rudzkiej przy ul. Zielnej, gdzie w 1937 zdała maturę. Po maturze przez rok studiowała na Wydziale Prawa Uniwersytetu Warszawskiego, następnie do wybuchu II wojny światowej na Wydziale Lekarskim, kontynuowała je od 1941 w Prywatnej Szkole Zawodowej dla Pomocniczego Personelu Sanitarnego doc. Jana Zaorskiego w Warszawie. Podczas okupacji niemieckiej pracowała w aptece jako fasowaczka. Wstąpiła do AK, gdzie była znana pod pseudonimem „dr Marysia”. W marcu 1943 razem z częścią studentów została aresztowana i przez 6 tygodni była uwięziona na Pawiaku. Przystąpiła do powstania warszawskiego jako sanitariuszka. Po upadku powstania została wywieziona razem z rodziną do wsi Krzcięcice pod Jędrzejowem, gdzie podjęła pracę lekarki dla mieszkańców tej i okolicznych wsi.
Po wyzwoleniu powróciła do Warszawy, gdzie w roku 1946 dokończyła studia i otrzymała dyplom na Wydziale Lekarskim Uniwersytetu Warszawskiego. W 1946 rozpoczęła pracę w Zakładzie Anatomii Patologicznej Wydziału Lekarskiego Uniwersytetu Warszawskiego jako starsza asystentka pod kierunkiem prof. dr n. med. Ludwika Paszkiewicza, w latach 1951–1955 na stanowisku adiunkta, a w latach 1955–1961 jako docent. Od 1961 przez 29 lat miejscem jej pracy stał się Szpital Bielański. Zdobyła stopnie awansu naukowego. W 1965 otrzymała tytuł naukowy profesora nadzwyczajnego, a w 1985 profesora zwyczajnego.
Była współzałożycielką Polskiego Towarzystwa Anatomopatologów, w którym pełniła kolejno funkcje skarbnika (1959–1965) i prezesa zarządu głównego (1973–1979). Była członkiem honoris causa Polskiego Towarzystwa Patologów, od 1962 członkiem Komitetu Nauk Morfologicznych Polskiej Akademii Nauk. Działała w Polskim Towarzystwie Lekarskim, w którym pełniła funkcję przewodniczącej Sekcji Studiów Medycznych (1972–1974). Od Polskiego Towarzystwa Lekarskiego otrzymała godność „Medicus Nobilis” i honorową odznakę „Gloria Medicinae”. Od 1959 była członkiem Rady Programowej Zakładu Wytwarzania Filmów Naukowych Lekarskich przy Głównej Bibliotece Lekarskiej. Była też członkiem Polskiego Towarzystwa Anatomicznego, Polskiego Towarzystwa Onkologicznego, członkiem założycielem Stowarzyszenia Neuropatologów Polskich, honorowym – członkiem korespondentem Polskiego Towarzystwa Medycyny Sądowej i Kryminologii. Działała też w wielu zagranicznych stowarzyszeniach, między innymi jako członek założyciel (1964) Europejskiego Towarzystwa Patologów i Europejskiego Towarzystwa Nauczania (Association for Medical Education in Europe). Była członkiem honorowym Jugosłowiańskiego Towarzystwa Patologów (1975), członkiem zwyczajnym Societe Française de la Cytologie Clinique (od 1984) i Societe Anatomique de Paris (od 1985).
19 sierpnia 1948 wyszła za mąż za Tadeusza Farynę. Miała dwoje dzieci, Hannę – historyka sztuki i Jana Józefa (ur. 1956), doktora medycyny, patomorfologa. O ich życiu rodzinnym można przeczytać w Humorze w genach, książce napisanej przez jej siostrę.
Zmarła w Warszawie, pochowana w grobie rodzinnym na cmentarzu Powązkowskim (kwatera 141-5-20).

## Publikacje
- Kobuszewska-Faryna M., Kosmówczaki obcosiedliskowe u kobiet. Patologia Polska 1951;1–2: (Praca doktorska).
- Kobuszewska-Faryna M, Ruszczewski, Z. Histopatologia narządu rodnego kobiety. PZWL 1958.
- Kobuszewska-Faryna M., Patomorfologia krwotoków [w:] „Krwotoki i ich leczenie” Bibl. Lek. Prakt 1968;33:1–6.
- Kobuszewska-Faryna M., Badania patomorfologiczne w medycynie praktycznej. Biblioteka SDL;7:267.
- Kobuszewska-Faryna M., Szamborski J., Histopatologia ginekologiczna. PZWL 1974, Monografia s. 448 oraz ryc. 505 (Nagroda Ministra Zdrowia 1975).
- Kobuszewska-Faryna M., Dąbska M., Udział patomorfologa w rozpoznawaniu wczesnych stadiów nowotworowych. Biblioteka Lekarza Praktyka „Nowoczesne poglądy na powstawanie nowotworów” pod red. H. Rykowskiego. PZWL 1976:1–46.
- Kobuszewska-Faryna M., Szamborski J., Histopatologia ginekologiczna, Wydanie II. Państwowy Zakład Wydawnictw Lekarskich 1980 Warszawa.
- Kobuszewska-Faryna M., „Nadnercza”, „gonada męska”. Rozdziały [w:] „Patomorfologia narządów wydzielania wewnętrznego. Skrypt CMKP, Warszawa 1981:118–129.
- Kobuszewska-Faryna M., Gabryelewicz M.B., Patomorfologia gruczołów wydzielania wewnętrznego. W: J. Groniowski, S. Kruś „Podstawy patomorfologii” PZWL Warszawa, 1984:770–786.
- Kobuszewska-Faryna M., Szpital Dobrej Woli, Praca zbiorowa, Czytelnik Warszawa 1990:267–273.
- Kobuszewska-Faryna M., Patologia układu dokrewnego. [w:] „Podstawy Patomorfologii”, wyd. 2 pod red. J. Groniowskiego i S. Krusia. PZWL 1991:787–799.

## Ordery i odznaczenia
- Krzyż Komandorski Orderu Odrodzenia Polski
- Krzyż Kawalerski Orderu Odrodzenia Polski
- Medal 10-lecia Polski Ludowej (13 stycznia 1955)[7]
- Medal Komisji Edukacji Narodowej
- Odznaka tytułu honorowego „Zasłużony Nauczyciel PRL”
- Odznaka tytułu honorowego „Zasłużony Lekarz PRL”
- Odznaka „Za wzorową pracę w służbie zdrowia”
- Honorowa odznaka Gloria Medicinae

Źródło:.